# Educational Studies in Mathematics
Educational Studies in Mathematics – czasopismo matematyczne wydawane w języku angielskim. Zostało założone w 1968 roku przez Hansa Freudenthala.

## Historia
W roku 1968 pod redakcją Hansa Freudenthala ukazało się sprawozdanie ze spotkania Międzynarodowej Komisji Nauczania Matematyki (International Commission on Mathematical w skrócie ICMI) Jak uczyć matematyki, by była użyteczna? (Why to publish on mathematics education so as to be useful?), które było równocześnie pierwszym zeszytem „Educational Studies in Mathematics”. 
Wydawcą jest Springer Netherlands.

## Redaktorzy naczelni
- 1968–1978: Hans Freudenthal[1]
- 1978–1990: Alan Bishop[3]
- 1990–1995: Willibald Dörfler[4]
- 1996–2000: Kenneth Ruthven[5]
- 2001–2005: Anna Sierpińska[6].
- 2006–2008: Tommy Dreyfus[7]
- 2008–2013: Norma Presmeg[8]
- 2014–2018: Merrilyn Goos[9][10]
- 2019–2020: Arthur Bakker[11]
- 2021–2022: Arthur Bakker i David Wagner[12]
- 2022–nadal: Vilma Mesa i David Wagner[13]